# Pongrácz Lajos (író)
Szentmiklósi és óvári Pongrácz Lajos (Felsőtúr, Hont vármegye, 1815. február 14. – Budapest, 1899. augusztus 10.) író, útleíró, költő, tüzérőrnagy, császári és királyi kamarás, Hont vármegye alispánja.

## Élete
A szentmiklósi és óvári Pongrácz család sarja. Pongrácz István megyei táblabiró és Okolicsányi Klára fia, Pongrácz István tábornok testvérbátyja. A gimnáziumot Vácon és Selmecen végezte, azután 1830-ban Pestre ment, ahol az egyetemen a bölcseletet és törvénytudományokat hallgatta. 1835-ben szülőmegyéjében rendes esküdtté, 1842-ben szolgabíróvá s a megyei népnevelési választmány tagjává lett. Közben 1839-ben a pozsonyi országgyűlésen mint absentiumi követ jelen volt. 1845-ben az összes ellenzékkel leköszönt megyei hivataláról. 1848-ban tiszteletbeli főjegyző lett, nemsokára pedig az első magyar felelős miniszteriumnál pénzügyminiszteri titkárnak nevezték ki. A szabadságharc után hazatérve gazdaságának élt. 1853-tól 1859-ig uradalmi igazgató volt Bihar megyében; honnét ismét szülőföldjére visszatért és az októberi diploma folytán életbe lépett alkotmány megyei szervezésekor a megye első főjegyzője lett. 1861-ben állásáról leköszönvén, gyermekeinek neveltetése végett Esztergomba költözött. Utazott Német- és Franciaországban, Svájcban, később Olaszországban. Az alkotmányos éra bekövetkeztével ismét szülőmegyéjében törvényszéki ülnök lett, míg 1867-ben központi járási főszolgabíróvá választották, valamint a megyei kaszinó igazgatójává, s ezen kettős működése alatt kiválólag társadalmi működésre fordította figyelmét, szervezett műkedvelő társulatot, mely több évig különféle hazafias vagy jótékony célokra sikeresen működött; díszes sétatért alkotott és behozta a város világítását sat. 1869-ben a megye főjegyzőjévé másodízben is megválasztották és ezen hivatalában 1881-ig maradt, midőn Hont megye alispánjává egyhangúlag megválasztották. Ez évben császári és királyi kamarás lett. 1889 végén aggkora s betegeskedése miatt hivataláról leköszönt és Budapestre költözött, ahol műveinek sajtó alá rendezésével foglalkozott. Fáradhatlan agitációjának eredménye volt a Simor hercegprimás által 1884-ben emelt Szondi-kápolna. Midőn megyéjéből távozott, könyvtárát a megyei levéltárnak, a gazdasági egyesületnek és a megyei kaszinó-társulatnak adományozta; numizmatikai gyűjteményét pedig a Nógrád megyei múzeumnak. Még 1870-ben a Kisfaludy Társaságnak alapítótagja lett.

## Írásai
Költeményeket, beszélyeket, útleírásokat, leveleket és vegyes cikkeket írt a következő lapokba s évkönyvekbe: Rajzolatok (1835. Költ.); Társalkodó (1839. Pesti levelek, Kirándulás Ausztriába, 1840. Aggtelek, 1841. Kárpáti levelek); Honti Literaturai Füzér (1839-40. Hugo Victor, két beszély és költemények); Kliegl-Könyv (1841. Drégel vára); Regélő Pesti Divatlap (1842. A pénztaláló, A Balaton, 1843. Kárpáti levelek); Életképek (1843. Beszélyek, 1844. Kőszegi-út, 1845. Fényűzés és egyszerűség, Irodalom és művészet, 1846. Társadalmi vezéreszmék, Szklenói fürdői kirándulás); Honderű (1844. Franczia királyleány Hontban, 1846. Szerelem és honszeretet); Gazdasági Lapok (1850. Burgonya termesztéséről); Vasárnapi Ujság (1856. Tamásdai csonkatorony); Pesti Napló (1865. Kéjkirándulás Bécstől Mainzig, 1877. Siófok, Közmunkaváltsági pénzek kezeléséről); Hazánk és a Külföld (1868. Drégelvár és hőse, Adatok Vasváriról); Esztergom (1868. Szózat a Szondi-emlék ügyében); Fővárosi Lapok (1871. Koritniczai fürdői kirándulás); Nógrádi Lapok (1879. A nógrádi 1817. tisztújítás); Esztergomi Közlöny (1882. Az első esztergomi lap és Scitovszky primásról); Hazánk (1888. IX. hang a napoleoni időből); Hontvármegyei Almanach (1893. Visszaemlékezések a szabadságharcz egyes jeleneteire, Visszaemlékezés Lamberg gróf halálára, Nemzetőrségi szolgálat, Távozás Budapestről, Szalatnya a multban és epigrammák, 1894. Fegyverneki Ferencz sírirata). A Kossuth és Csengery Pesti Hirlapjának, később a Pesti Naplónak volt a levelezője. Munkatársa volt még a Honti Hirlap, Honti Lapok, Bolond Istók sat. folyóiratoknak.

## Munkái
- Érzemények. Pest, 1838. (Költemények.)
- Kárpát-uti zengemények. Irta s ez évi árvíz által inségre jutott hontvármegyei nép javára kiadta. Buda, 1838. (Költ.)
- Tisztválasztási szózat Baloghy Imre úrhoz, honti első alispánná lettekor 1839. évi május 8. napján. Esztergom. (Költ.)
- A "Kelet népe" felnyitotta szemeit egy nyugotfinak. Pest, 1841.
- Magyar utiképek. Uo. 1845. (Pongrácz Lajos munkái II. k. Ism. Irodalmi Őr 1845. 47. sz.). omline
- Versek. Uo. 1846. (P. L. munkái I. k. Ism. Életképek 1847. 6. sz.) online
- Honti Krónika. Első darab. Márcziustól júniusig 1848. Uo.
- Szózat a Szondiemlék ügyében. Esztergom, 1868.
- Egy el nem mondott beszéd. Irta és az ipolysági elemi iskolás szegényebb gyermekek tanszereinek beszerzési javára kiadta. Balassa-Gyarmat, 1869.
- Roesel Borbála. Selmeczbánya, 1883.
- Vázlata a hontmegyei kaszino 50 éves történetének. Bpest, 1886.
- Kivonatok Hontmegye 1848-49. és 1860-61. jegyzőkönyveiből. I. füzet. Selmeczbánya, 1890. II. füzet. Ipolyság, 1891. Kiadta Vörös Ferencz.
- Epigramm-koszorú. Bpest, 1893.
- Mult időkből. Uo. 1897. (Elbeszélések.)
- Szemelvények egy régi táblabirónak hátrahagyott dolgozataiból. Uo. 1898.

Szerkesztette a Honti Literaturai Füzés I. II. füzetét (Buda, 1839-40.); alapította és szerkesztette az Esztergomi Ujságot 1863-ban és a Szondi Albumot (Drégeli emléklapok) 1885-ben Ipolyságon (uj bőv. kiadása. Uo. 1886.).
Levele a cenzorhoz: Felső-Túr 1841. aug. 27. (a Magyar Nemzeti Múzeumi könyvtár kézirati osztályában).

## Álnevei s jegye
Honti, Többen, Ipolysági és P. L. (a Jelenkorban, Társalkodóban stb.).

## Emlékezete

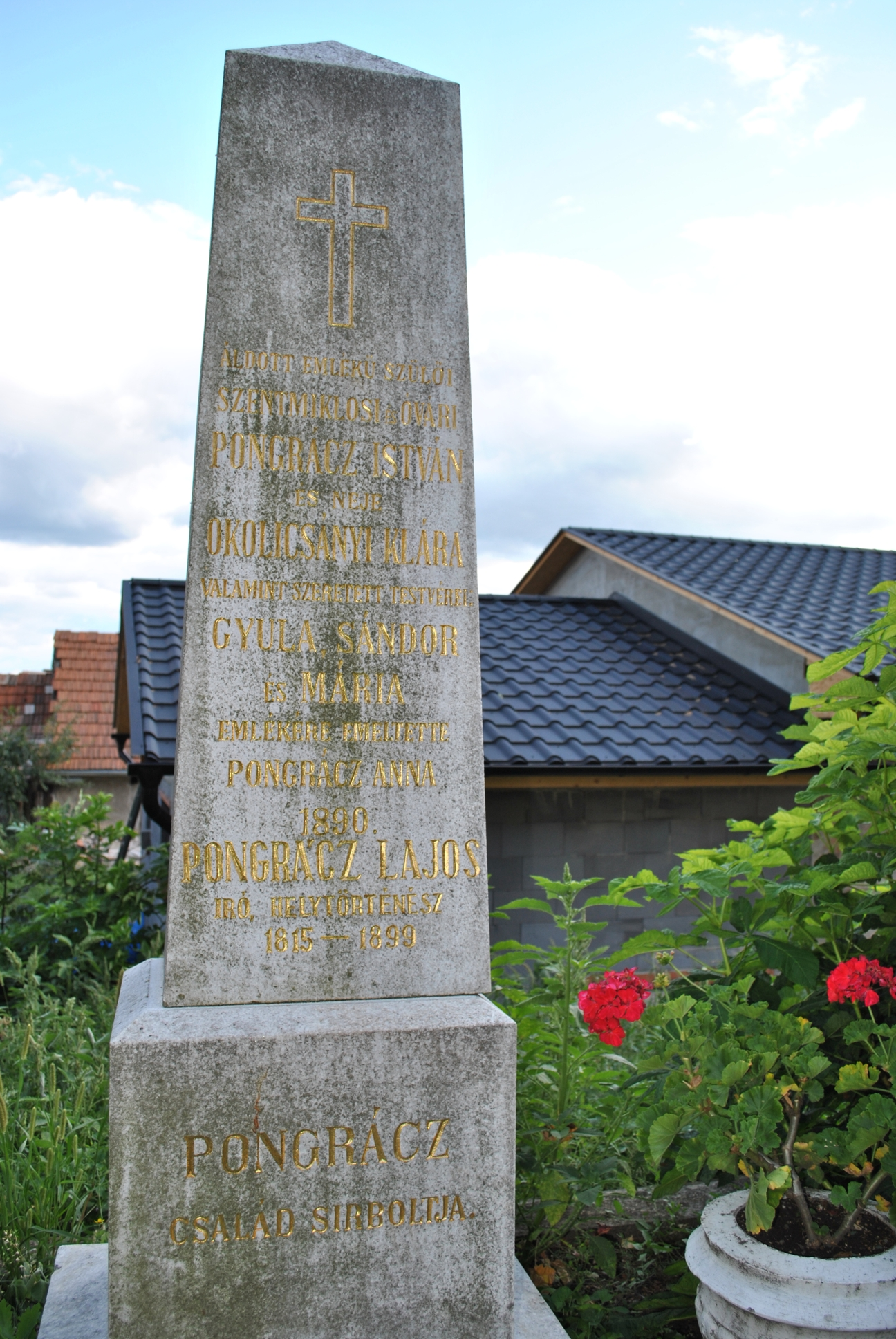
A felsőtúri családi sírbolt emlékoszlopa

Ipolyságon magyar tannyelvű alapiskola és a Pongrácz Lajos Társaság viseli nevét, ápolja emlékét.